# 1399
1399 (MCCCXCIX) je bilo navadno leto, ki se je po julijanskem koledarju začelo na sredo.

## Dogodki
- 1. januar

## Smrti
- 4. januar - Nicolás Aymerich, španski dominikanec, teolog, papeški inkvizitor (* 1320)
- 3. februar - John Gaunt, angleški princ, 1. vojvoda Lancaster, akvitanski vojvoda (* 1340)
- 13. julij - Peter Parler, nemški arhitekt (* 1330)
- 12. avgust - Dmitrijus Algirdaitis, litvanski princ, ruski plemič (* 1327)
- 26. avgust - Mihael II., tverski knez, vladimirski veliki knez (* 1333)
- 1. november - Ivan V., bretonski vojvoda (* 1339)